# Silvia Avegno
Silvia Avegno   (Gènova, 15 de juny de 1997) és una jugadora de waterpolo italiana, davantera del Centre Natació Mataró i capitana de la selecció italiana.
Va començar la seva carrera al Rari Nantes Camogli i després es va traslladar al Rapallo Waterpolo. Des del 2019 va defensar els colors del SIS Roma (on va guanyar una Copa d'Itàlia, la segona de la seva carrera després de la que va guanyar a Rapallo el 2014 i va jugar una final de l'Scudetto). Des del 2022 juga amb el Centre Natació Mataró, on en la seva primera temporada va aixecar la Supercopa d'Espanya i va jugar la final de la Lliga de Campions de la LEN, mentre que el 2024 va guanyar la Lliga espanyola de waterpolo femenina.